# Sör-Kieratj
Sör-Kieratj är en sjö i Jokkmokks kommun i Lappland och ingår i Luleälvens huvudavrinningsområde. Sjön har en area på 0,199 kvadratkilometer och ligger 352 meter över havet.

## Delavrinningsområde
Sör-Kieratj ingår i det delavrinningsområde (738765-167360) som SMHI kallar för Mynnar i Appokälven. Medelhöjden är 345 meter över havet och ytan är 21,99 kvadratkilometer. Det finns inga avrinningsområden uppströms utan avrinningsområdet är högsta punkten. Tårresbäcken som avvattnar avrinningsområdet har biflödesordning 4, vilket innebär att vattnet flödar genom totalt 4 vattendrag innan det når havet efter 211 kilometer. Avrinningsområdet består mestadels av skog (67 procent) och sankmarker (31 procent). Avrinningsområdet har 0,31 kvadratkilometer vattenytor vilket ger det en sjöprocent på 1,4 procent.